# Tipperary
Tipperary (in irlandese: Tiobraid Árann, letteralmente "il pozzo di Arra") è una cittadina nella parte sud-occidentale della contea di Tipperary, in Irlanda. Il nome "Tipperary" deriva da un pozzo da cui nasce il fiume Arra.
La cittadina è talvolta erroneamente ritenuta il capoluogo dell'omonima contea, pur non essendolo mai stata: invece ospita il Tipperary Racecourse. Le contee di North Tipperary e South Tipperary hanno come capoluoghi rispettivamente Nenagh e Clonmel. Storicamente Tipperary fu un mercato di una qualche importanza e oggi è sede di industrie lattiere, impegnate nella produzione di burro.

## Storia
La cittadina è stata fondata nel Medioevo e divenne un centro popolato durante il regno di Giovanni Senzaterra. Le sue antiche fortificazioni sono oggi scomparse, ma il centro urbano è caratterizzato da un antico insediamento con larghe strade che si irradiano a partire da una via maestra (Main Street). Sulla stessa Main Street si affacciano due monumenti notevoli: una statua in bronzo del poeta Charles Kickham e un'altra statua commemorativa dei patrioti irlandesi noti come i martiri di Manchester.
Il primo episodio della Guerra d'indipendenza irlandese ebbe luogo presso la cava di Solloghead Beg il 19 gennaio 1919 quando Dan Breen e Seán Treacy guidarono un gruppo di volontari in un attacco ai membri della Royal Irish Constabulary che stavano trasportando gelignite.

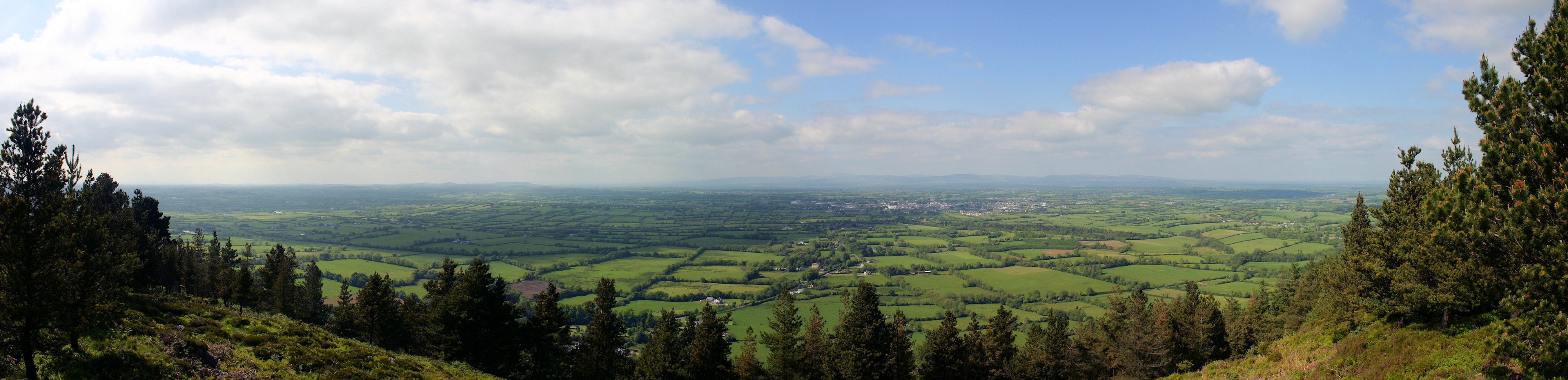
Panorama di Tipperary e dei dintorni

## Cultura

### La canzone
La cittadina è il tema di It's a Long, Long Way to Tipperary, una canzone inglese divenuta famosa durante la prima guerra mondiale e scritta da Harry Williams e da Jack Judge per ricordare la cittadina irlandese di Tipperary, patria dei nonni di quest'ultimo.

## Infrastrutture e trasporti
Il territorio di Tipperary è solcato da due linee ferroviarie statali: la Dublino‒Cork e la Limerick–Rosslare. Due sono le stazioni a servizio del paese: quella omonima, posta sulla Limerick–Rosslare, e Limerick Junction, situata nel punto in cui le due linee ferroviarie si incrociano a raso.